# 清水宗之
清水 宗之（しみず むねゆき）は、戦国時代から安土桃山時代にかけての武将。毛利氏家臣。父は清水宗治。弟に清水景治。

## 生涯
永禄5年（1562年）、清水宗治の長男（庶子）として、備中国高松において生まれる。
天正7年（1579年）、長男の義治が生まれる。
天正10年（1582年）6月4日、備中高松城の戦いで羽柴秀吉率いる織田軍と戦っていた父・宗治が切腹し、備中高松城を開城する。
慶長5年（1600年）8月24日の安濃津城の戦いでは、毛利元政（天野元政）・元倶父子の部隊に押備の供奉として属して戦功を挙げたが、同日夜に戦死した。享年39。長男の清水義治が後を継いだ。